# José María Palacios Moraza
José María Palacios Moraza (Vitoria, 2 de septiembre de 1935 - 21 de abril de 2002), más conocido como Ogueta, fue el pelotari de pelota vasca español.
Como homenaje a su trayectoria, en 1979 se inauguró el Frontón Ogueta en la capital alavesa.

## Palmarés
- Subcampeón del Cuatro y Medio: 1955
- Campeón del Cuatro y Medio: 1957
- Campeón del Manomanista: 1958 y 1959, en Tolosa y Vergara respectivamente.
- Subcampeón del Manomanista: 1960.
- Subcampeón por parejas: 1962.

## Finales manomanistas
| Año  | Campeón  | Subcampeón     | Tanteo | Frontón              |
| ---- | -------- | -------------- | ------ | -------------------- |
| 1958 | Ogueta   | Arriaran II    | 22-07  | Beotibar             |
| 1959 | Ogueta   | García Ariño I | 22-13  | Municipal de Bergara |
| 1960 | Azkarate | Ogueta         | 22-19  | Astelena             |

## Final de mano parejas
| Año  | Campeones                | Subcampeones      | Tanteo | Frontón |
| ---- | ------------------------ | ----------------- | ------ | ------- |
| 1961 | Arriaran I - Arriaran II | Ogueta - Etxabe X | 22-15  |         |

## Finales del Cuatro y Medio
| Año  | Campeón     | Subcampeón  | Tanteo | Frontón              |
| ---- | ----------- | ----------- | ------ | -------------------- |
| 1955 | Barberito I | Ogueta      | 22-20  | Municipal de Bergara |
| 1957 | Ogueta      | Barberito I | 22-03  |                      |